# Prêmio Angelo Agostini de Mestre do Quadrinho Nacional
Mestre do Quadrinho Nacional  é uma das categorias do Prêmio Angelo Agostini, premiação brasileira dedicada aos quadrinhos que é realizada pela Associação dos Quadrinhistas e Caricaturistas do Estado de São Paulo (AQC-ESP) desde 1985.

## História
A categoria "Mestre do Quadrinho Nacional" faz parte do Prêmio Angelo Agostini desde sua primeira edição, em 1985. É destinada a premiar artistas que tenham se dedicado aos quadrinhos há pelo menos 25 anos. Os quatro homenageados desta primeira edição do prêmio foram escolhidos pela diretoria da AQC-ESP. No ano seguinte, a escolha passou a ser por voto aberto para associados da AQC-ESP e associações de quadrinistas de outros estados (e, depois de algumas edições, para quaisquer interessados, fossem profissionais ou leitores).
A 18ª edição do Prêmio Angelo Agostini, em 2002, concedeu excepcionalmente o título de Mestre para treze pessoas ao invés de três, como ocorria tradicionalmente. Isso seria uma homenagem à "maioridade" do evento (referência ao fato de completar 18 anos). Foi a maior quantidade de premiados nesta categoria em uma mesma edição.
A partir da edição de 2006, o envio das cédulas com os votos, que até então podia ser feita apenas pelo correio, passou a também ocorrer por e-mail. Uma nova mudança foi realizada na edição de 2013: os votos passaram a ser feitos diretamente no blog oficial da AQC-ESP, o que resultou em um grande aumento no número de votos (14.937 nesta edição contra um total que dificilmente passava de 500 nas anteriores).
Em 2007, passaram a ser elegíveis ao prêmio apenas os artistas ainda vivos (até o ano anterior houve diversas vezes que o troféu foi entregue postumamente). Por conta desta mudança, todos os artistas já falecidos que faziam parte da lista que a AQC-ESP divulgava anualmente de pessoas elegíveis à categoria foram automaticamente definidos pela comissão organizadora como "Mestres in memoriam".
A partir de 2017, a categoria voltou ser escolhida pela comissão organizadora do Prêmio Angelo Agostini e não mais pelo voto dos eleitores. A única exceção para esse novo critério foi na edição de 2019 (que também teve, pela primeira vez, uma relação de indicados em cada categoria), mas na edição seguinte a definição dos Mestres voltou a ser feita pela comissão organizadora.
Devido à pandemia de COVID-19, o 36.º Prêmio Angelo Agostini, que deveria ter ocorrido em 2020, foi realizado em janeiro de 2021. Esse problema se manteve na edição seguinte, focada na produção de quadrinhos de 2020, mas que teve sua votação, em caráter de emergência, realizada no início de 2022. O cronograma foi regularizado ainda em 2022 com a realização da 38.ª edição do prêmio no segundo semestre.

## Vencedores

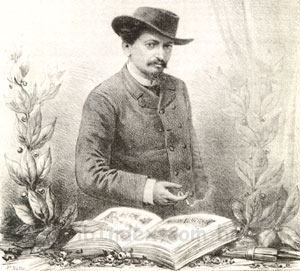
Autorretrato de Angelo Agostini, artista que dá nome ao prêmio e que recebeu postumamente o título de Mestre do Quadrinho Nacional em 2004.

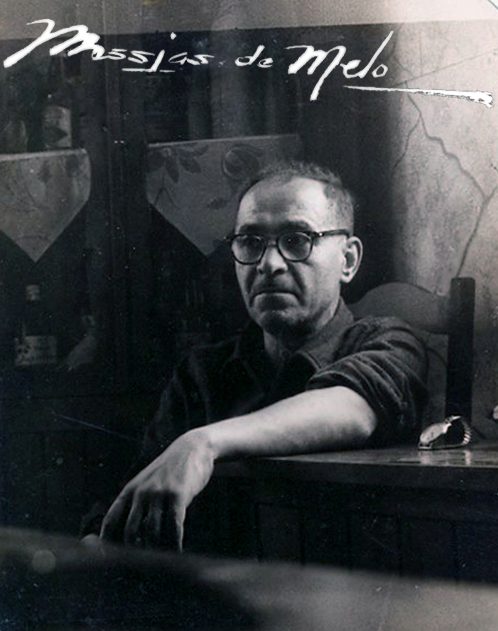
Messias de Mello recebeu o prêmio em 1985.

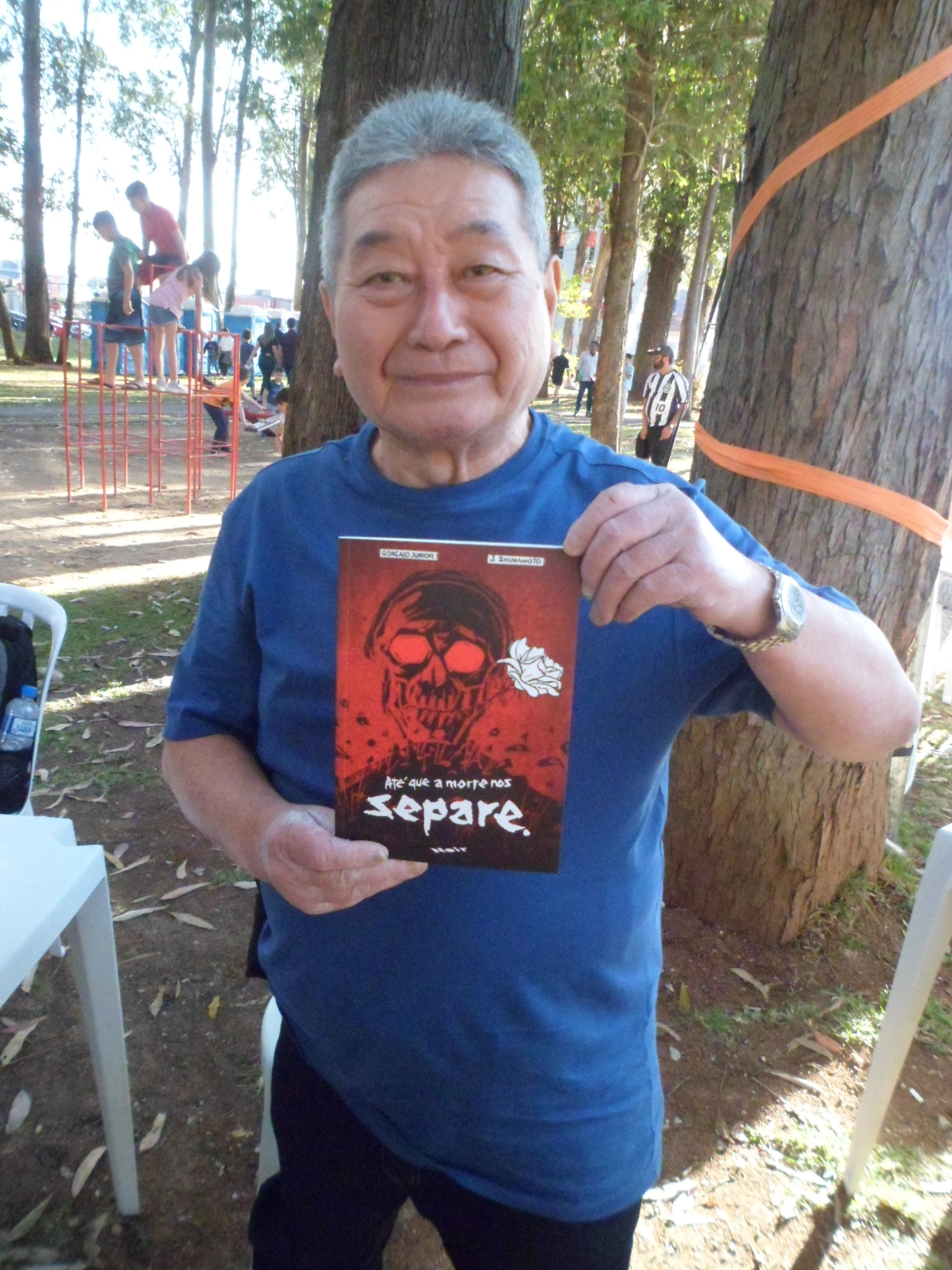
Julio Shimamoto recebeu o prêmio em 1986.

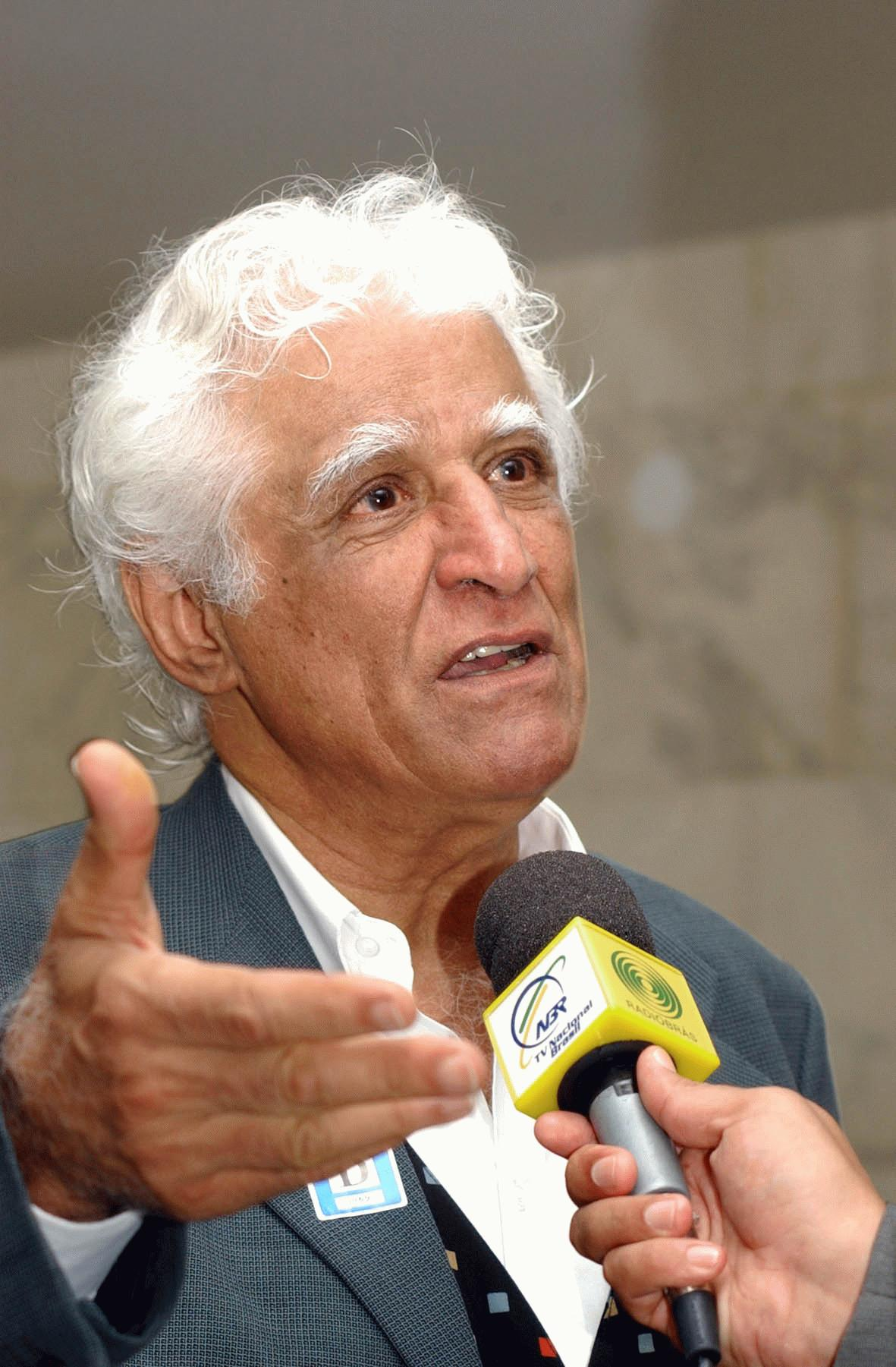
Ziraldo recebeu o prêmio em 1990.

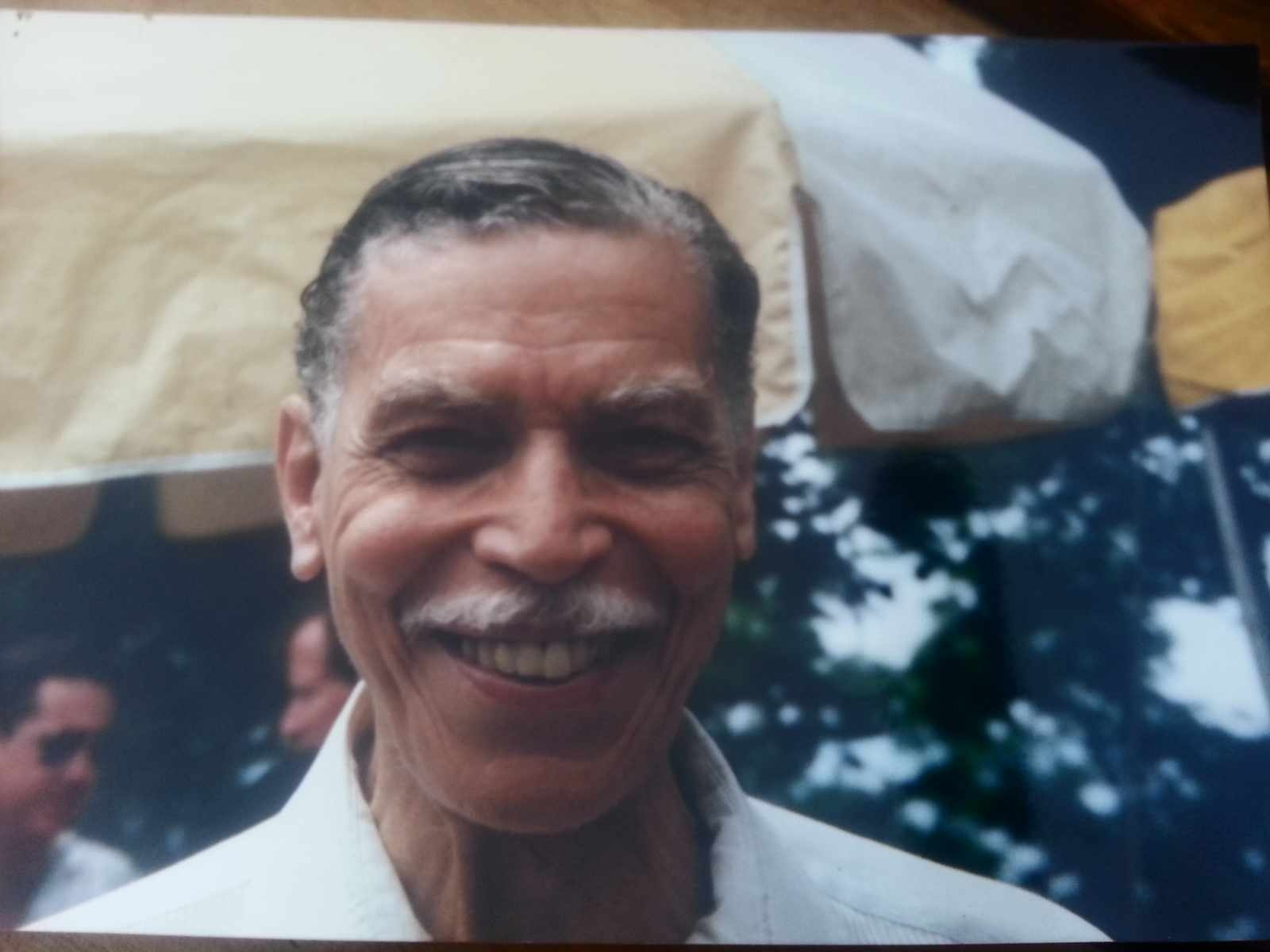
André LeBlanc recebeu o prêmio em 1992.

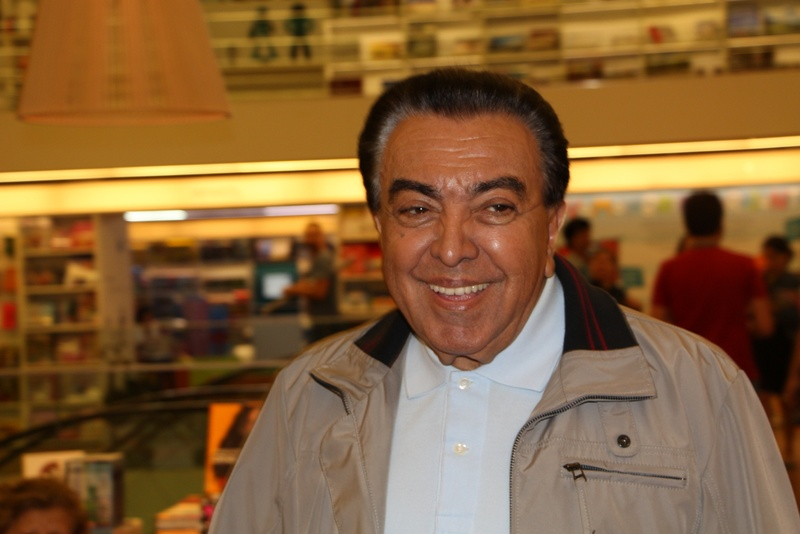
Mauricio de Sousa recebeu o prêmio em 1993.

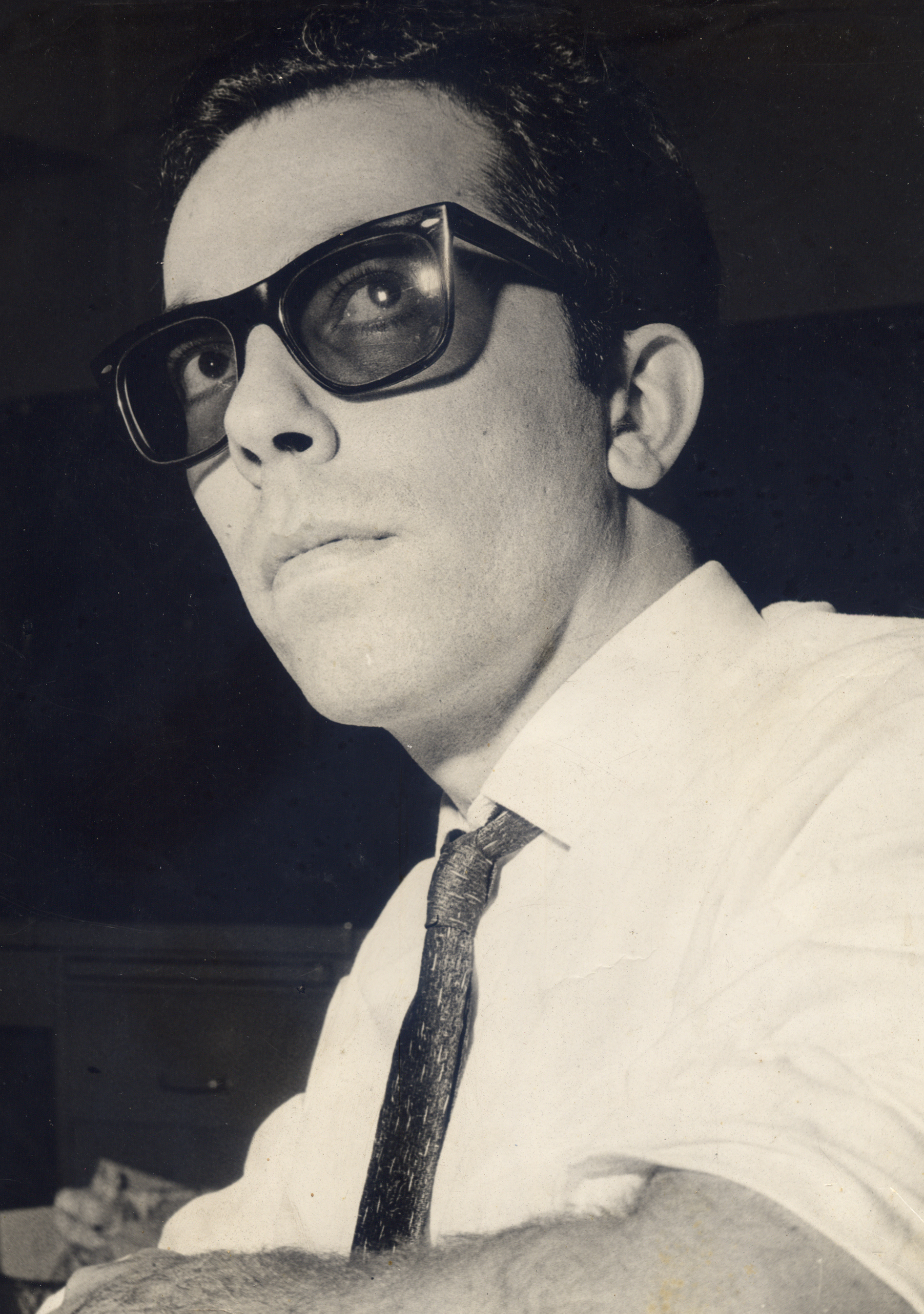
Lyrio Aragão recebeu o prêmio em 1994.

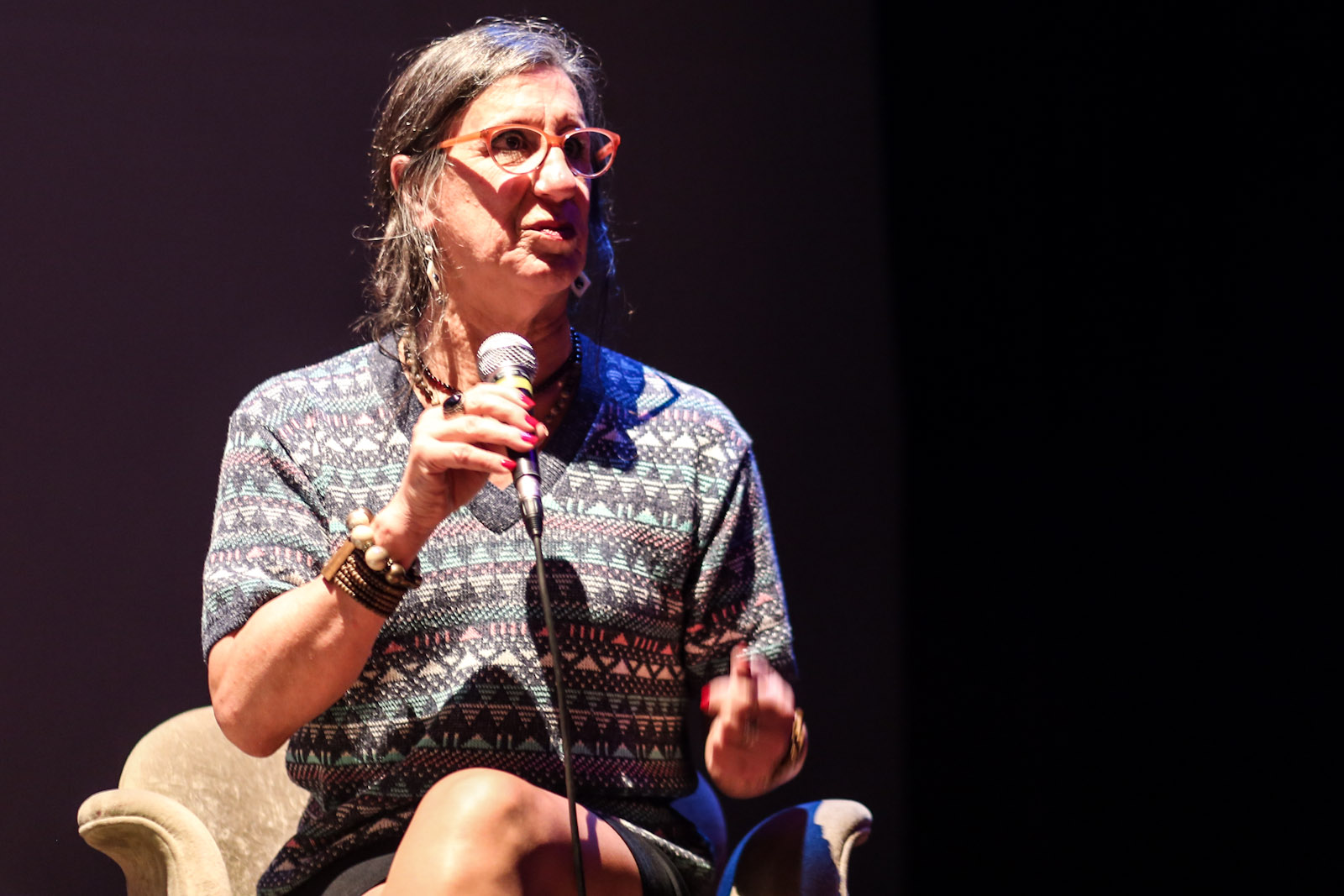
Laerte Coutinho recebeu o prêmio em 2003.

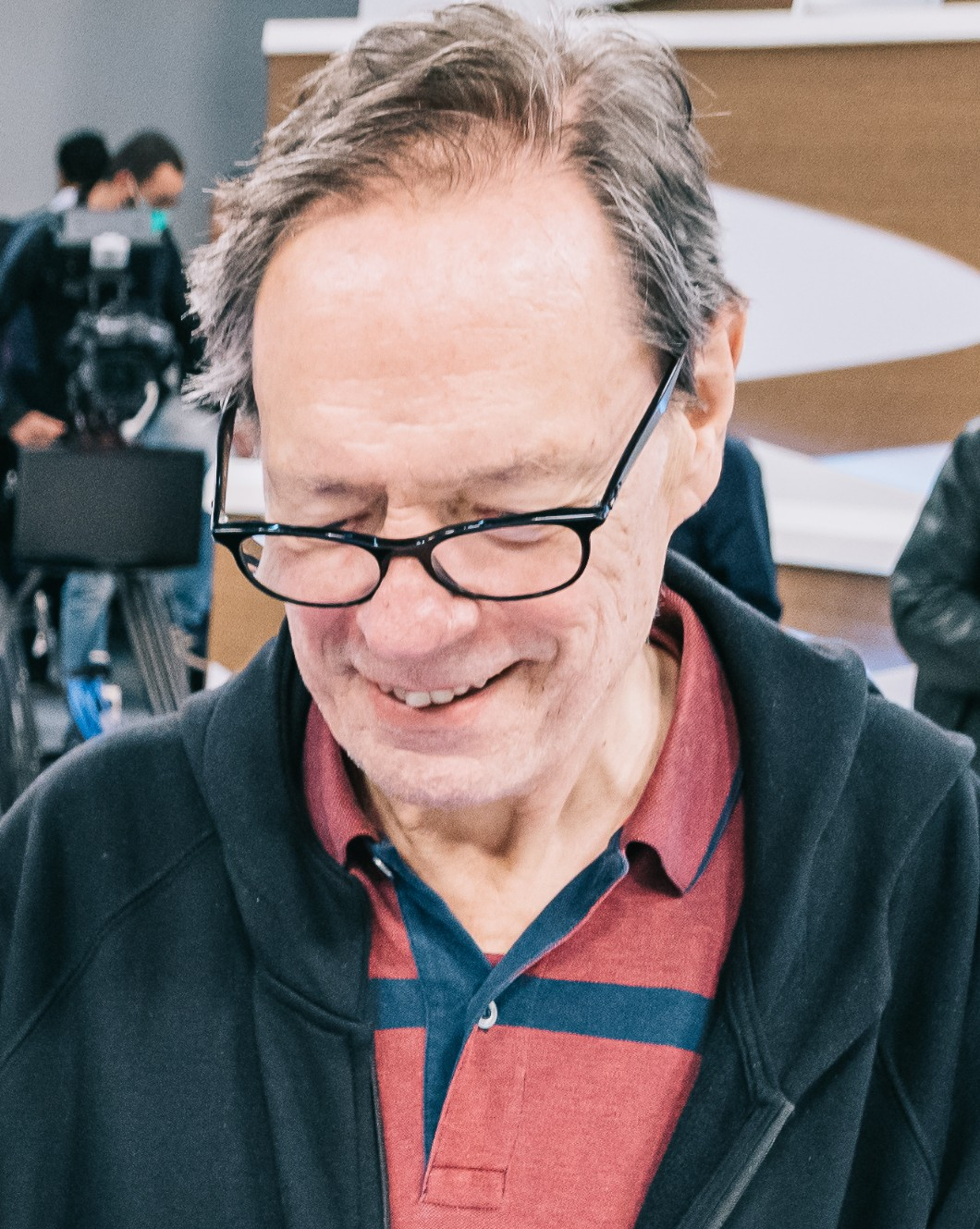
Paulo Caruso recebeu o prêmio em 2005.

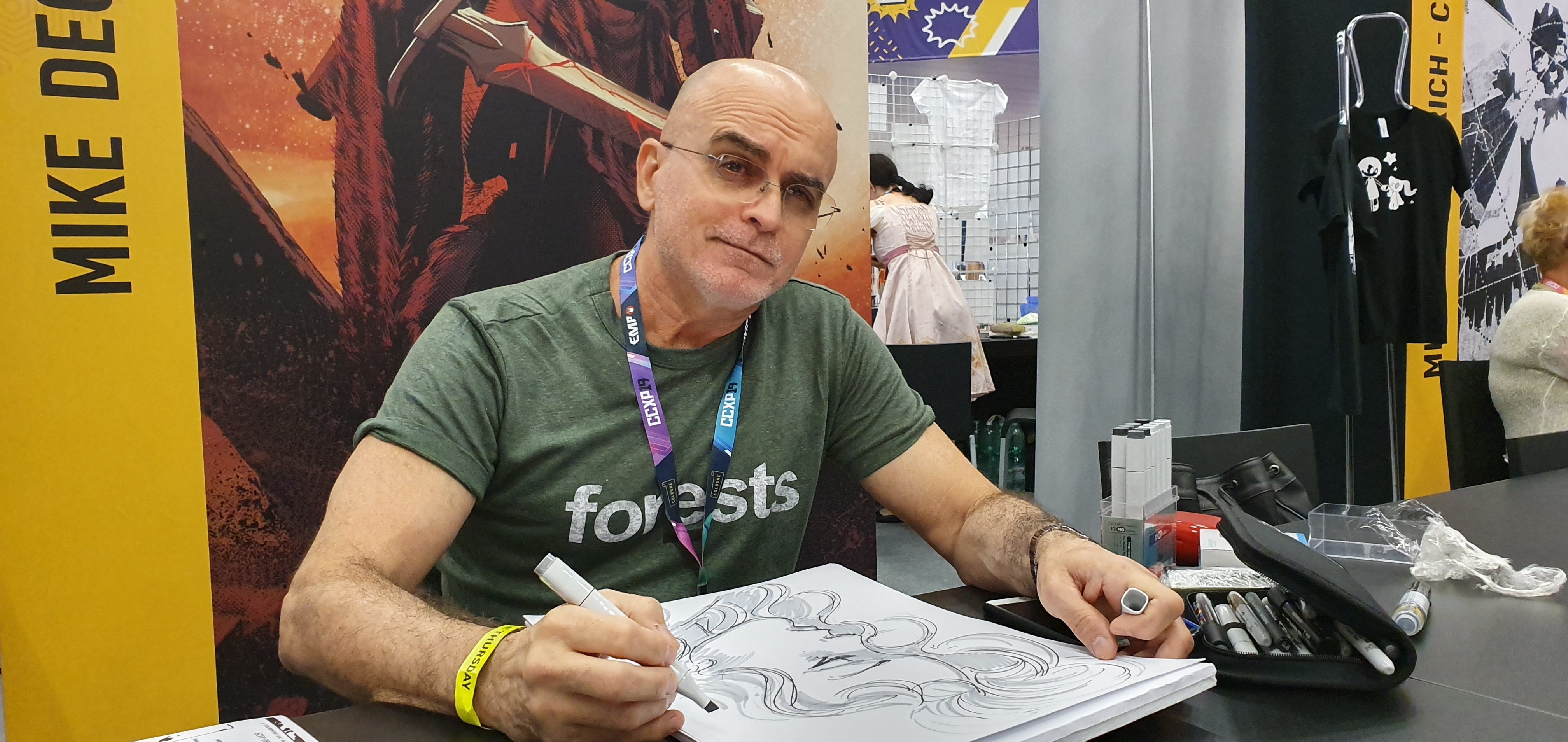
Mike Deodato Jr., também conhecido como Deodato Filho, recebeu o prêmio em 2009.

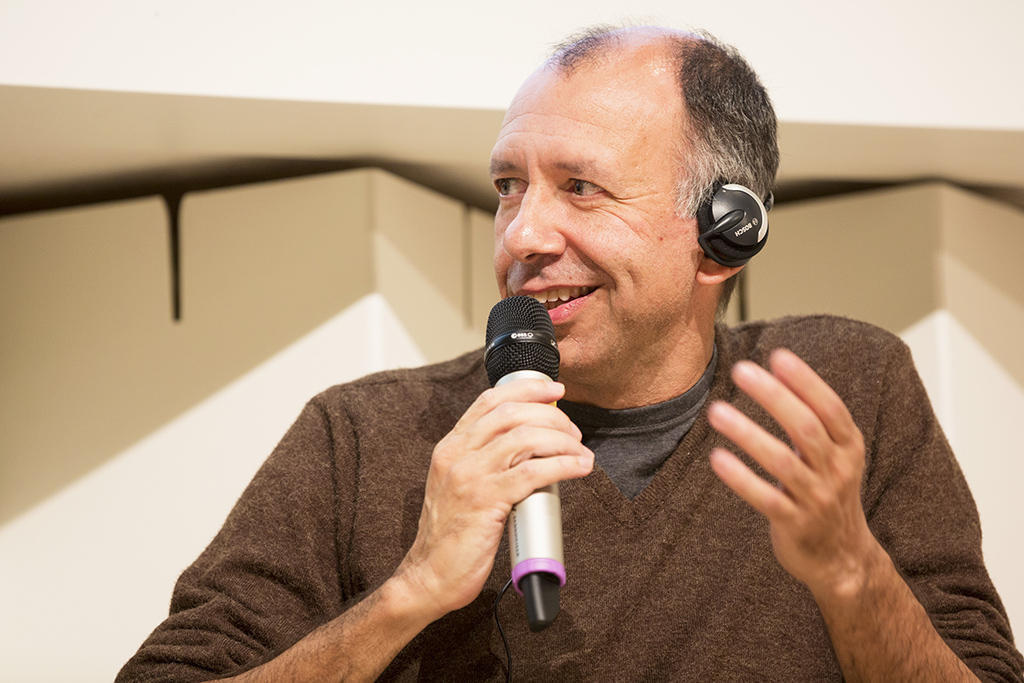
Fernando Gonsales recebeu o prêmio em 2012.

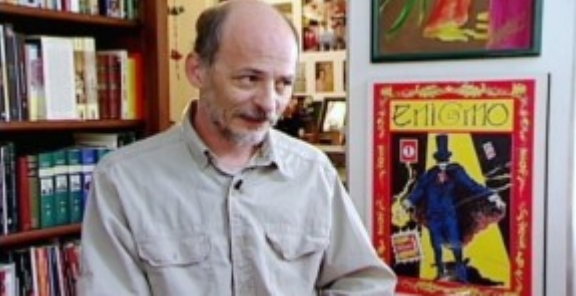
Lourenço Mutarelli recebeu o prêmio em 2012 e 2014.

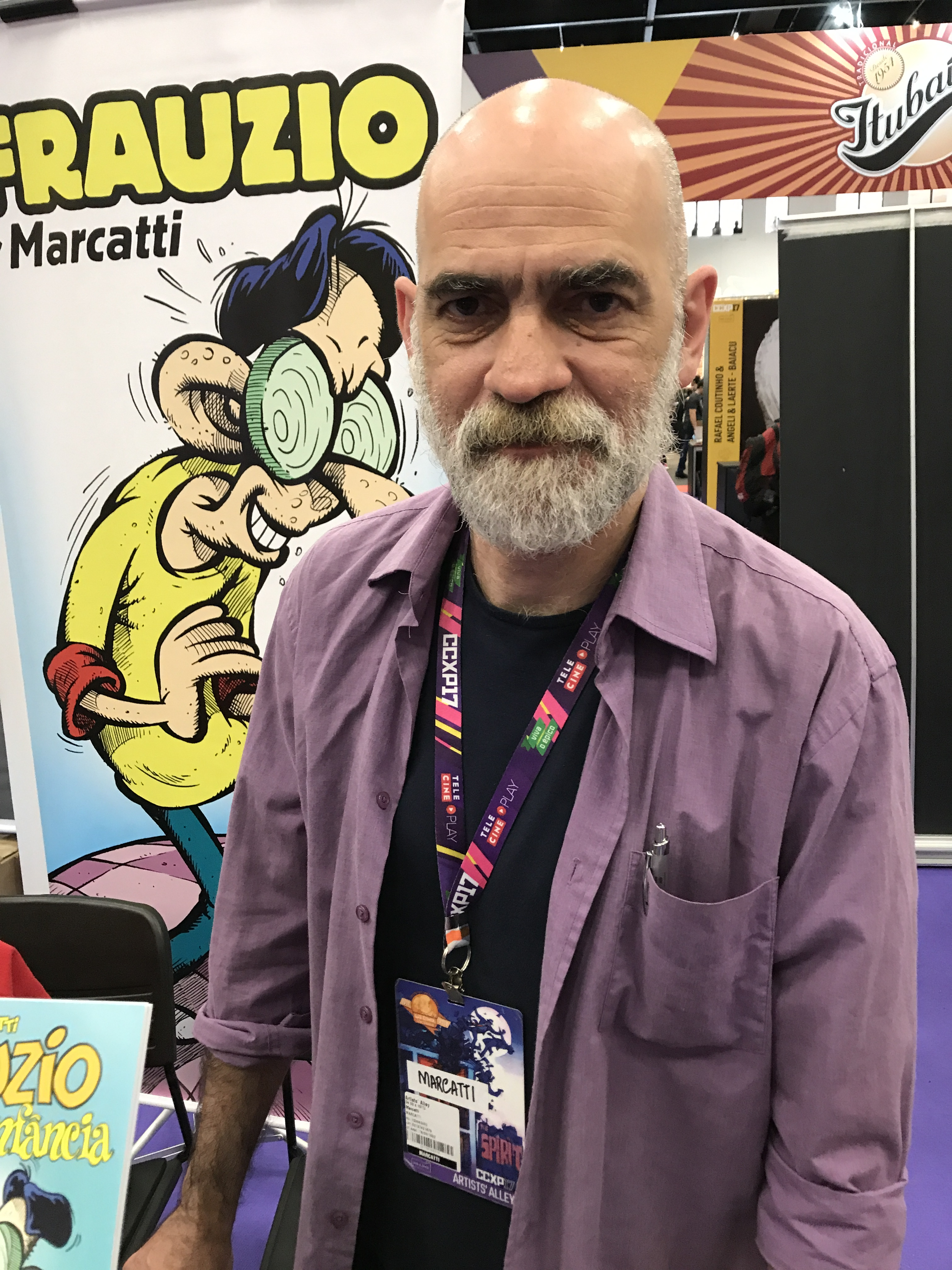
Marcatti recebeu o prêmio em 2016.

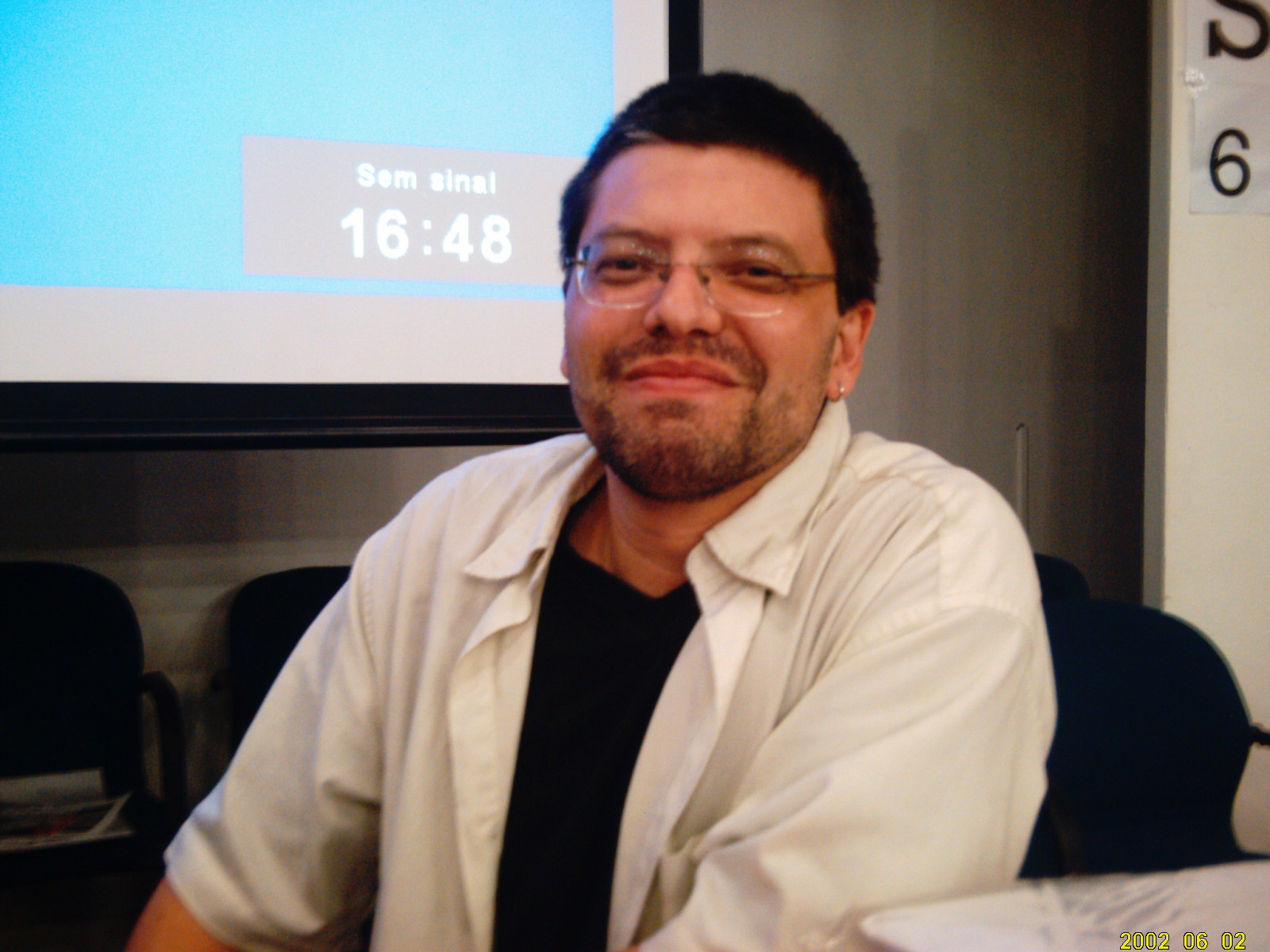
Marcelo Campos recebeu o prêmio em 2019.

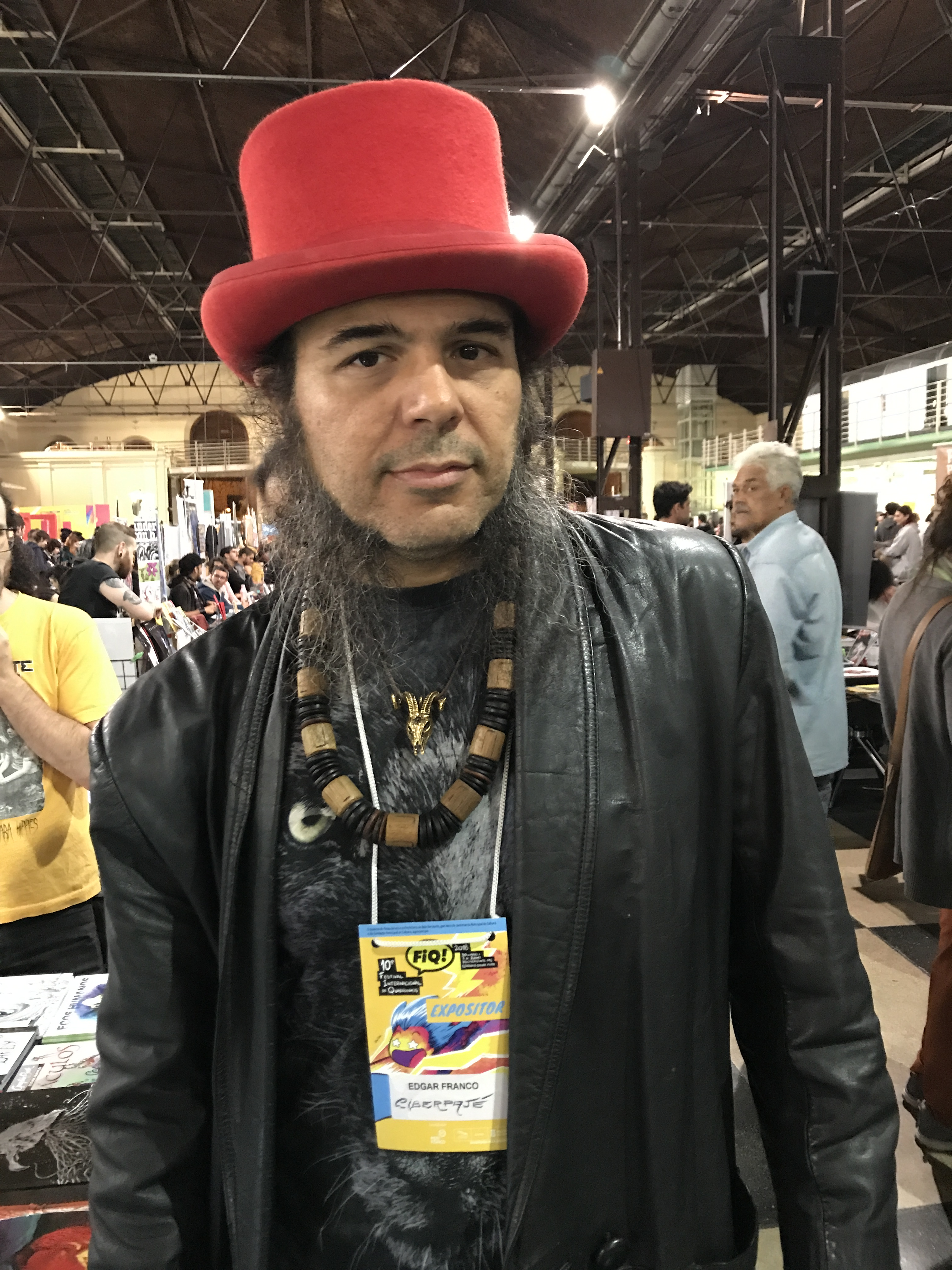
Edgar Franco recebeu o prêmio em 2022.

| Ano  | Vencedores                    | Outros indicados | Notas               |
| ---- | ----------------------------- | --- | ------------------- |
| 1985 | Eugenio Colonnese             | Eleitos pela comissão organizadora                                                                                       | [ 3 ]               |
| 1985 | Jayme Cortez                  | Eleitos pela comissão organizadora                                                                                       | [ 3 ]               |
| 1985 | Messias de Mello              | Eleitos pela comissão organizadora                                                                                       | [ 3 ]               |
| 1985 | Rodolfo Zalla                 | Eleitos pela comissão organizadora                                                                                       | [ 3 ]               |
| 1986 | Gedeone Malagola              | Votação aberta, sem lista de indicados                                                                                   | [ 3 ]               |
| 1986 | Julio Shimamoto               | Votação aberta, sem lista de indicados                                                                                   | [ 3 ]               |
| 1986 | Nico Rosso                    | Votação aberta, sem lista de indicados                                                                                   | [ 3 ]               |
| 1987 | Flavio Colin                  | Votação aberta, sem lista de indicados                                                                                   | [ 19 ]              |
| 1987 | Henfil                        | Votação aberta, sem lista de indicados                                                                                   | [ 19 ]              |
| 1987 | Sérgio Lima                   | Votação aberta, sem lista de indicados                                                                                   | [ 19 ]              |
| 1988 | Cláudio Seto                  | Votação aberta, sem lista de indicados                                                                                   | [ 20 ]              |
| 1988 | João Batista Queiroz          | Votação aberta, sem lista de indicados                                                                                   | [ 20 ]              |
| 1988 | Luiz Sá                       | Votação aberta, sem lista de indicados                                                                                   | [ 20 ]              |
| 1989 | Álvaro de Moya                | Votação aberta, sem lista de indicados                                                                                   | [ 5 ] [ 21 ]        |
| 1989 | Jaguar                        | Votação aberta, sem lista de indicados                                                                                   | [ 5 ] [ 21 ]        |
| 1989 | Rubens Francisco Lucchetti    | Votação aberta, sem lista de indicados                                                                                   | [ 5 ] [ 21 ]        |
| 1990 | Miguel Penteado               | Votação aberta, sem lista de indicados                                                                                   | [ 5 ] [ 21 ]        |
| 1990 | Walmir Amaral                 | Votação aberta, sem lista de indicados                                                                                   | [ 5 ] [ 21 ]        |
| 1990 | Ziraldo                       | Votação aberta, sem lista de indicados                                                                                   | [ 5 ] [ 21 ]        |
| 1991 | Aylton Thomaz                 | Votação aberta, sem lista de indicados                                                                                   | [ 22 ] [ 5 ] [ 21 ] |
| 1991 | Primaggio Mantovi             | Votação aberta, sem lista de indicados                                                                                   | [ 22 ] [ 5 ] [ 21 ] |
| 1991 | Reinaldo de Oliveira          | Votação aberta, sem lista de indicados                                                                                   | [ 22 ] [ 5 ] [ 21 ] |
| 1992 | André LeBlanc                 | Votação aberta, sem lista de indicados                                                                                   | [ 23 ] [ 5 ] [ 21 ] |
| 1992 | Ismael dos Santos             | Votação aberta, sem lista de indicados                                                                                   | [ 23 ] [ 5 ] [ 21 ] |
| 1992 | Izomar Camargo Guilherme      | Votação aberta, sem lista de indicados                                                                                   | [ 23 ] [ 5 ] [ 21 ] |
| 1993 | Carlos Zéfiro                 | Votação aberta, sem lista de indicados                                                                                   | [ 4 ] [ 5 ] [ 21 ]  |
| 1993 | Mauricio de Sousa             | Votação aberta, sem lista de indicados                                                                                   | [ 4 ] [ 5 ] [ 21 ]  |
| 1993 | Waldir Igayara                | Votação aberta, sem lista de indicados                                                                                   | [ 4 ] [ 5 ] [ 21 ]  |
| 1994 | Ely Barbosa                   | Votação aberta, sem lista de indicados                                                                                   | [ 24 ]              |
| 1994 | Getulio Delphim               | Votação aberta, sem lista de indicados                                                                                   | [ 24 ]              |
| 1994 | Lyrio Aragão                  | Votação aberta, sem lista de indicados                                                                                   | [ 24 ]              |
| 1995 | Ivan Saidenberg               | Votação aberta, sem lista de indicados                                                                                   | [ 25 ]              |
| 1995 | Paulo Fukue                   | Votação aberta, sem lista de indicados                                                                                   | [ 25 ]              |
| 1995 | Roberto Fukue                 | Votação aberta, sem lista de indicados                                                                                   | [ 25 ]              |
| 1996 | Antonio Duarte                | Votação aberta, sem lista de indicados                                                                                   | [ 26 ]              |
| 1996 | Helena Fonseca                | Votação aberta, sem lista de indicados                                                                                   | [ 26 ]              |
| 1996 | Paulo Hamasaki                | Votação aberta, sem lista de indicados                                                                                   | [ 26 ]              |
| 1997 | Fernando Ikoma                | Votação aberta, sem lista de indicados                                                                                   | [ 27 ]              |
| 1997 | Maria Aparecida Godoy         | Votação aberta, sem lista de indicados                                                                                   | [ 27 ]              |
| 1997 | Oscar Kern                    | Votação aberta, sem lista de indicados                                                                                   | [ 27 ]              |
| 1998 | Carlos Arthur Thiré           | Votação aberta, sem lista de indicados                                                                                   | [ 28 ]              |
| 1998 | Manoel Victor Filho           | Votação aberta, sem lista de indicados                                                                                   | [ 28 ]              |
| 1998 | Zezo                          | Votação aberta, sem lista de indicados                                                                                   | [ 28 ]              |
| 1999 | Deodato Borges                | Votação aberta, sem lista de indicados                                                                                   | [ 29 ]              |
| 1999 | Luiz Antônio Sampaio          | Votação aberta, sem lista de indicados                                                                                   | [ 29 ]              |
| 1999 | Péricles                      | Votação aberta, sem lista de indicados                                                                                   | [ 29 ]              |
| 2000 | Adolfo Aizen                  | Votação aberta, sem lista de indicados                                                                                   | [ 30 ]              |
| 2000 | Moacy Cirne                   | Votação aberta, sem lista de indicados                                                                                   | [ 30 ]              |
| 2000 | Renato Silva                  | Votação aberta, sem lista de indicados                                                                                   | [ 30 ]              |
| 2001 | Edson Rontani                 | Votação aberta, sem lista de indicados                                                                                   | [ 31 ]              |
| 2001 | Ivan Wasth Rodrigues          | Votação aberta, sem lista de indicados                                                                                   | [ 31 ]              |
| 2001 | Renato Canini                 | Votação aberta, sem lista de indicados                                                                                   | [ 31 ]              |
| 2002 | Antônio Cedraz                | Votação aberta, sem lista de indicados                                                                                   | [ 32 ]              |
| 2002 | Claudio de Sousa              | Votação aberta, sem lista de indicados                                                                                   | [ 32 ]              |
| 2002 | Edmundo Rodrigues             | Votação aberta, sem lista de indicados                                                                                   | [ 32 ]              |
| 2002 | Ignácio Justo                 | Votação aberta, sem lista de indicados                                                                                   | [ 32 ]              |
| 2002 | Ionaldo Cavalcanti            | Votação aberta, sem lista de indicados                                                                                   | [ 32 ]              |
| 2002 | José Delbo                    | Votação aberta, sem lista de indicados                                                                                   | [ 32 ]              |
| 2002 | Luis Sátiro                   | Votação aberta, sem lista de indicados                                                                                   | [ 32 ]              |
| 2002 | Luiz Saidenberg               | Votação aberta, sem lista de indicados                                                                                   | [ 32 ]              |
| 2002 | Luscar                        | Votação aberta, sem lista de indicados                                                                                   | [ 32 ]              |
| 2002 | Nani                          | Votação aberta, sem lista de indicados                                                                                   | [ 32 ]              |
| 2002 | Osvaldo Talo                  | Votação aberta, sem lista de indicados                                                                                   | [ 32 ]              |
| 2002 | Rubens Cordeiro               | Votação aberta, sem lista de indicados                                                                                   | [ 32 ]              |
| 2002 | Zaé Júnior                    | Votação aberta, sem lista de indicados                                                                                   | [ 32 ]              |
| 2003 | Antônio Eusébio               | Votação aberta, sem lista de indicados                                                                                   | [ 33 ]              |
| 2003 | Laerte Coutinho               | Votação aberta, sem lista de indicados                                                                                   | [ 33 ]              |
| 2003 | Moacir Rodrigues Soares       | Votação aberta, sem lista de indicados                                                                                   | [ 33 ]              |
| 2003 | Otacilio D'Assunção           | Votação aberta, sem lista de indicados                                                                                   | [ 33 ]              |
| 2003 | Tony Fernandes                | Votação aberta, sem lista de indicados                                                                                   | [ 33 ]              |
| 2004 | Angeli                        | Votação aberta, sem lista de indicados                                                                                   | [ 34 ]              |
| 2004 | Angelo Agostini               | Votação aberta, sem lista de indicados                                                                                   | [ 34 ]              |
| 2004 | Carlos Estêvão                | Votação aberta, sem lista de indicados                                                                                   | [ 34 ]              |
| 2004 | Chico Caruso                  | Votação aberta, sem lista de indicados                                                                                   | [ 34 ]              |
| 2004 | Rivaldo                       | Votação aberta, sem lista de indicados                                                                                   | [ 34 ]              |
| 2005 | Luiz Gê                       | Votação aberta, sem lista de indicados                                                                                   | [ 35 ]              |
| 2005 | Minami Keizi                  | Votação aberta, sem lista de indicados                                                                                   | [ 35 ]              |
| 2005 | Paulo Caruso                  | Votação aberta, sem lista de indicados                                                                                   | [ 35 ]              |
| 2006 | Jorge Barkinwel               | Votação aberta, sem lista de indicados                                                                                   | [ 36 ]              |
| 2006 | Lor                           | Votação aberta, sem lista de indicados                                                                                   | [ 36 ]              |
| 2006 | Sônia Luyten                  | Votação aberta, sem lista de indicados                                                                                   | [ 36 ]              |
| 2007 | Gutemberg Monteiro            | Votação aberta, sem lista de indicados                                                                                   | [ 37 ]              |
| 2007 | Luiz Teixeira da Silva (Tule) | Votação aberta, sem lista de indicados                                                                                   | [ 37 ]              |
| 2007 | Xalberto                      | Votação aberta, sem lista de indicados                                                                                   | [ 37 ]              |
| 2008 | Aníbal Barros Cassal          | Votação aberta, sem lista de indicados                                                                                   | [ 38 ]              |
| 2008 | Antônio Luiz Cagnin           | Votação aberta, sem lista de indicados                                                                                   | [ 38 ]              |
| 2008 | Diamantino da Silva           | Votação aberta, sem lista de indicados                                                                                   | [ 38 ]              |
| 2008 | Fernando Dias da Silva        | Votação aberta, sem lista de indicados                                                                                   | [ 38 ]              |
| 2008 | Ofeliano de Almeida           | Votação aberta, sem lista de indicados                                                                                   | [ 38 ]              |
| 2008 | Salatiel de Holanda           | Votação aberta, sem lista de indicados                                                                                   | [ 38 ]              |
| 2009 | Deodato Filho                 | Votação aberta, sem lista de indicados                                                                                   | [ 39 ]              |
| 2009 | Emir Ribeiro                  | Votação aberta, sem lista de indicados                                                                                   | [ 39 ]              |
| 2009 | Mozart Couto                  | Votação aberta, sem lista de indicados                                                                                   | [ 39 ]              |
| 2009 | Sebastião Seabra              | Votação aberta, sem lista de indicados                                                                                   | [ 39 ]              |
| 2009 | Sergio Morettini              | Votação aberta, sem lista de indicados                                                                                   | [ 39 ]              |
| 2009 | Watson Portela                | Votação aberta, sem lista de indicados                                                                                   | [ 39 ]              |
| 2010 | Franco de Rosa                | Votação aberta, sem lista de indicados                                                                                   | [ 40 ]              |
| 2010 | Henrique Magalhães            | Votação aberta, sem lista de indicados                                                                                   | [ 40 ]              |
| 2010 | Rodval Mathias                | Votação aberta, sem lista de indicados                                                                                   | [ 40 ]              |
| 2011 | Dag Lemos                     | Votação aberta, sem lista de indicados                                                                                   | [ 41 ]              |
| 2011 | Eduardo Vetillo               | Votação aberta, sem lista de indicados                                                                                   | [ 41 ]              |
| 2011 | E.C. Nickel                   | Votação aberta, sem lista de indicados                                                                                   | [ 41 ]              |
| 2011 | Elmano Silva                  | Votação aberta, sem lista de indicados                                                                                   | [ 41 ]              |
| 2011 | Novaes                        | Votação aberta, sem lista de indicados                                                                                   | [ 41 ]              |
| 2012 | Bira Dantas                   | Votação aberta, sem lista de indicados                                                                                   | [ 42 ]              |
| 2012 | Fernando Gonsales             | Votação aberta, sem lista de indicados                                                                                   | [ 42 ]              |
| 2012 | Lourenço Mutarelli            | Votação aberta, sem lista de indicados                                                                                   | [ 42 ]              |
| 2012 | Moacir Torres                 | Votação aberta, sem lista de indicados                                                                                   | [ 42 ]              |
| 2013 | Jô Fevereiro                  | Votação aberta, sem lista de indicados                                                                                   | [ 10 ]              |
| 2013 | Júlio Emílio Braz             | Votação aberta, sem lista de indicados                                                                                   | [ 10 ]              |
| 2013 | Marcos Maldonado              | Votação aberta, sem lista de indicados                                                                                   | [ 10 ]              |
| 2014 | Byrata                        | Votação aberta, sem lista de indicados                                                                                   | [ 43 ]              |
| 2014 | Lourenço Mutarelli            | Votação aberta, sem lista de indicados                                                                                   | [ 43 ]              |
| 2014 | Paulo Paiva Lima              | Votação aberta, sem lista de indicados                                                                                   | [ 43 ]              |
| 2015 | Carlos Edgard Herrero         | Votação aberta, sem lista de indicados                                                                                   | [ 44 ]              |
| 2015 | Gustavo Machado               | Votação aberta, sem lista de indicados                                                                                   | [ 44 ]              |
| 2015 | Murilo Marques Moutinho       | Votação aberta, sem lista de indicados                                                                                   | [ 44 ]              |
| 2016 | Carlos Patati                 | Votação aberta, sem lista de indicados                                                                                   | [ 45 ]              |
| 2016 | Christie Queiroz              | Votação aberta, sem lista de indicados                                                                                   | [ 45 ]              |
| 2016 | Marcatti                      | Votação aberta, sem lista de indicados                                                                                   | [ 45 ]              |
| 2017 | Arthur Garcia                 | Eleitos pela comissão organizadora                                                                                       | [ 46 ]              |
| 2017 | João Gualberto Costa          | Eleitos pela comissão organizadora                                                                                       | [ 46 ]              |
| 2017 | Sérgio Graciano               | Eleitos pela comissão organizadora                                                                                       | [ 46 ]              |
| 2017 | Sidney L. Salustre            | Eleitos pela comissão organizadora                                                                                       | [ 46 ]              |
| 2018 | Jal                           | Eleitos pela comissão organizadora                                                                                       | [ 47 ]              |
| 2018 | José Menezes                  | Eleitos pela comissão organizadora                                                                                       | [ 47 ]              |
| 2018 | Floreal                       | Eleitos pela comissão organizadora                                                                                       | [ 47 ]              |
| 2018 | Marcelo Cassaro               | Eleitos pela comissão organizadora                                                                                       | [ 47 ]              |
| 2019 | Ciça Pinto                    | - Aparecido Norberto - Edgar Vasques - José Márcio Nicolosi - José Wilson Magalhães - Luiz Iório - Paulo José - Santiago | [ 48 ] [ 49 ]       |
| 2019 | Marcelo Campos                | - Aparecido Norberto - Edgar Vasques - José Márcio Nicolosi - José Wilson Magalhães - Luiz Iório - Paulo José - Santiago | [ 48 ] [ 49 ]       |
| 2019 | Octavio Cariello              | - Aparecido Norberto - Edgar Vasques - José Márcio Nicolosi - José Wilson Magalhães - Luiz Iório - Paulo José - Santiago | [ 48 ] [ 49 ]       |
| 2020 | Aparecido Norberto            | Eleitos pela comissão organizadora                                                                                       | [ 50 ] [ nota 1 ]   |
| 2020 | Crau da Ilha                  | Eleitos pela comissão organizadora                                                                                       | [ 50 ] [ nota 1 ]   |
| 2020 | Maria da Graça Maldonado      | Eleitos pela comissão organizadora                                                                                       | [ 50 ] [ nota 1 ]   |
| 2020 | Ykenga                        | Eleitos pela comissão organizadora                                                                                       | [ 50 ] [ nota 1 ]   |
| 2021 | Anita Costa Prado             | Eleitos pela comissão organizadora                                                                                       | [ 51 ] [ nota 1 ]   |
| 2021 | Edgar Franco                  | Eleitos pela comissão organizadora                                                                                       | [ 51 ] [ nota 1 ]   |
| 2021 | Edgar Vasques                 | Eleitos pela comissão organizadora                                                                                       | [ 51 ] [ nota 1 ]   |
| 2021 | Renato Aroeira                | Eleitos pela comissão organizadora                                                                                       | [ 51 ] [ nota 1 ]   |
| 2022 | José Márcio Nicolosi          | Eleitos pela comissão organizadora                                                                                       | [ 18 ]              |
| 2022 | Lilian Mitsunaga              | Eleitos pela comissão organizadora                                                                                       | [ 18 ]              |
| 2022 | Santiago                      | Eleitos pela comissão organizadora                                                                                       | [ 18 ]              |
| 2022 | Sergio Macedo                 | Eleitos pela comissão organizadora                                                                                       | [ 18 ]              |
| 2023 | Adriana Melo                  | Eleitos pela comissão organizadora                                                                                       | [ 52 ]              |
| 2023 | Érica Awano                   | Eleitos pela comissão organizadora                                                                                       | [ 52 ]              |
| 2023 | Laudo Ferreira                | Eleitos pela comissão organizadora                                                                                       | [ 52 ]              |
| 2023 | Nilson Azevedo                | Eleitos pela comissão organizadora                                                                                       | [ 52 ]              |
| 2024 | Ana Luiza Koehler             | Eleitos pela comissão organizadora                                                                                       | [ 53 ]              |
| 2024 | André Diniz                   | Eleitos pela comissão organizadora                                                                                       | [ 53 ]              |
| 2024 | Lúcia Nóbrega                 | Eleitos pela comissão organizadora                                                                                       | [ 53 ]              |
| 2024 | Rogério de Campos             | Eleitos pela comissão organizadora                                                                                       | [ 53 ]              |